# Spokane Valley
Spokane Valley é uma cidade localizada no Estado americano de Washington, no Condado de Spokane. A sua população é de 83 950 habitantes (segundo uma estimativa realizada em 2000, embora o primeiro censo oficial da cidade será realizada somente em 2010). A cidade foi fundada em 1908, e incorporada em 31 de março de 2003.
}}
Sem descrição.
| Não foram especificados parâmetros |